# Mireia Llinàs
Mireia Llinàs (Barcelona, 1985), és una escriptora i guionista catalana. És graduada en Cinema i Audiovisuals per l'escola ESCAC i ha treballat com a guionista per al cinema i la televisió en sèries com Ventdelplà o Kubala, Moreno i Manchón. Ha escrit diversos llargmetratges com La frontière, La tercera juventud o Sólo química i també ha exercit de script doctor i analista de guions en diferents projectes cinematogràfics. Els enemics silenciosos és la seva opera prima, sobre la peculiar detectiu Nora Prim, on una inspectora capaç de viatjar en el temps investiga un crim de postguerra. “Crear una mica aquest personatge de la Nora Prim, que és aquesta detectiva que té aquest do tan especial de poder viatjar al passat, treballa per una agència especial que s'encarrega d'investigar casos que no es van resoldre en el passat i que per alguna raó han arribat fins al present i han transcendit.”. Al festival Tiana Negra 2016 va reconéixer el seu deute amb la figura de Carmen Broto (una prostituta assassinada als anys 40 i amb fosques implicacions de les autoritats franquistes) i la importància de la nostàlgia en la traducció narrativa. La seva proposta va ser reivindicada com un híbrid entre gènere negre i gènere històric.

## Obra
- Els enemics silenciosos - Finalista del Premi Agustí Vehí 2015 (Columna, 2016).